# 四川石杉
四川石杉（学名：Huperzia sutchueniana）为石杉科石杉属下的一个种。

## 扩展阅读
- 維基物種上的相關：四川石杉